# Джеб
Джеб (от англ. jab «внезапный удар; тычок») — один из основных видов ударов в боксе. В советских/российских источниках часто используется название прямой левой (при этом подразумевается, что боксёр-правша находится в обычной левосторонней стойке) или прямой с ближнего расстояния. Иногда джебом называют «встречный» удар (на опережение). В отличие от классического прямого удара, джеб имеет очень незначительный импульс силы и строится исключительно на скорости и точности движений. Он принадлежит к числу «дальнобойных» ударов и наносится из выпрямлённой стойки разгибанием локтя вытянутой вперёд левой руки. Отличительной особенностью от обычного прямого является то, что сначала боксер делает шаг вперед и почти одновременно разгибает одноименную руку (доводить удар плечом необязательно). Нога ставится на мысок, чтобы позволить боксеру быстро вернуть ее в исходное положение. Обычный прямой удар (удар с дальнего расстояния), в отличие от джеба, наносится за счет разворота бедра и обязательно доводится плечом.
Джеб — универсальный удар, которым можно пользоваться для самых различных тактических целей. Им отлично можно завязывать бой перед атакой, держать им противника на расстоянии, останавливать атаки противника и заполнять им паузы боя для набора очков. Джеб эффективен только при частом применении. Хороший «джебер» способен вывести из терпения самого рассудительного противника, ошеломляя его многочисленностью и точностью этих ударов.

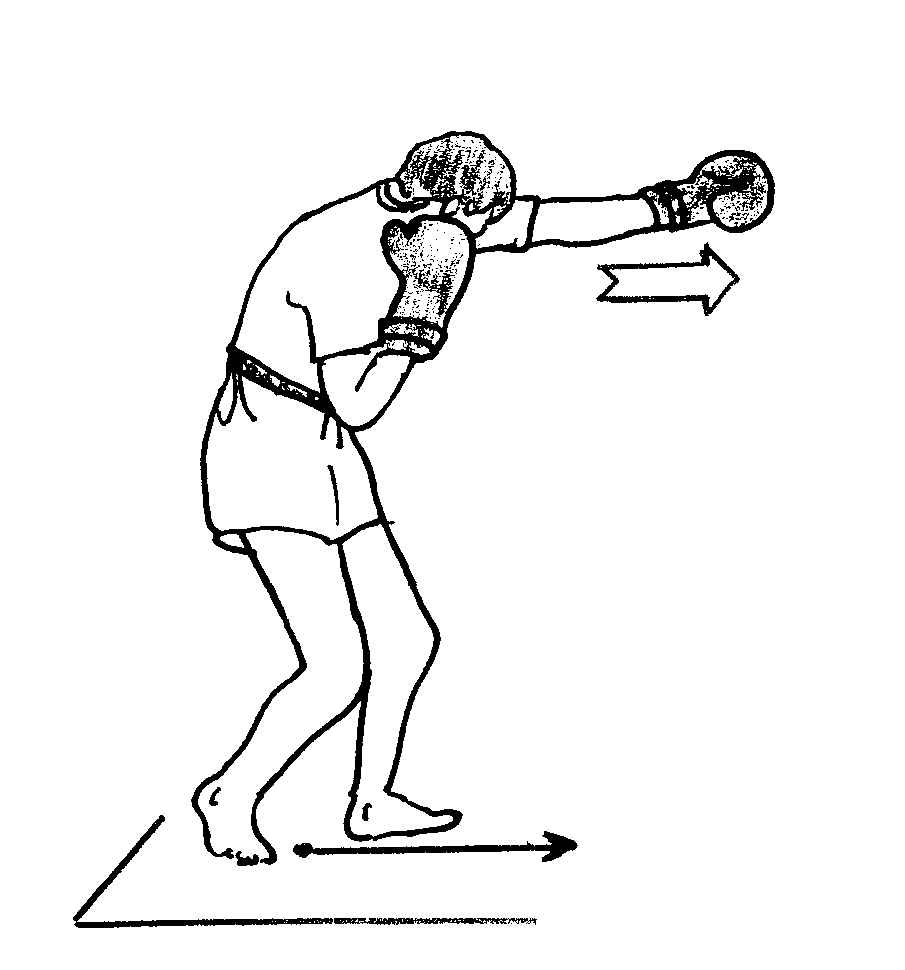
джеб с приседом
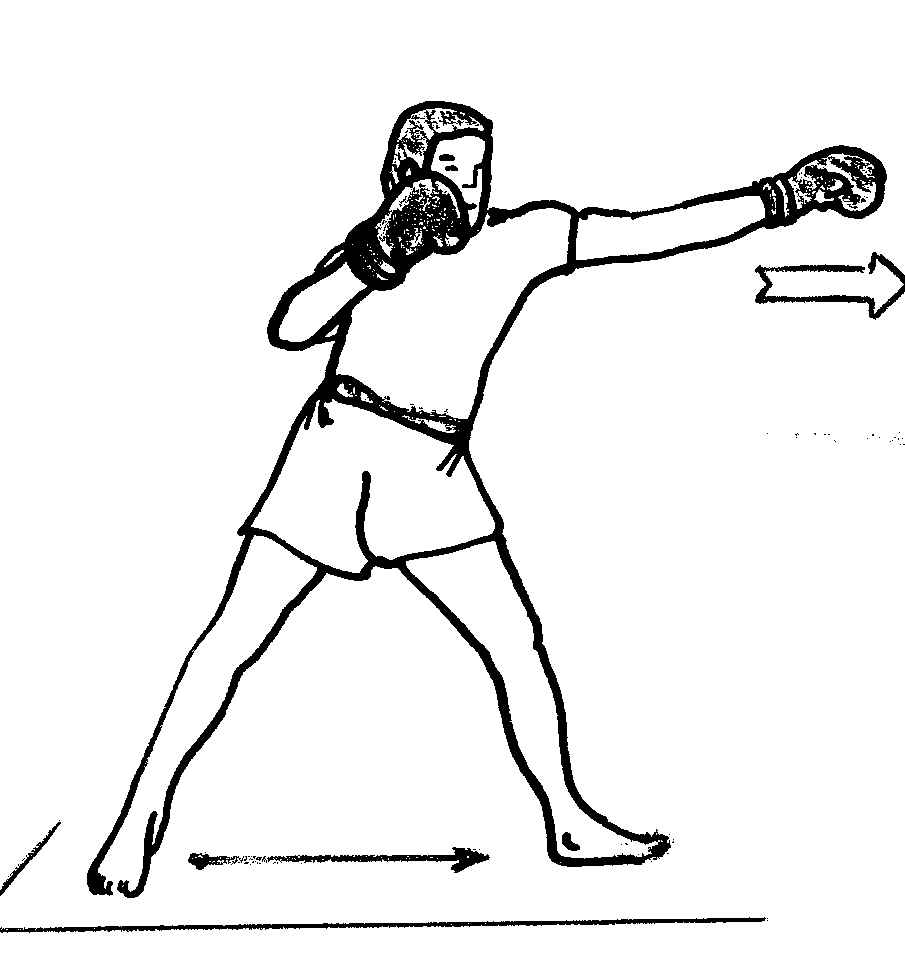
джеб с шагом
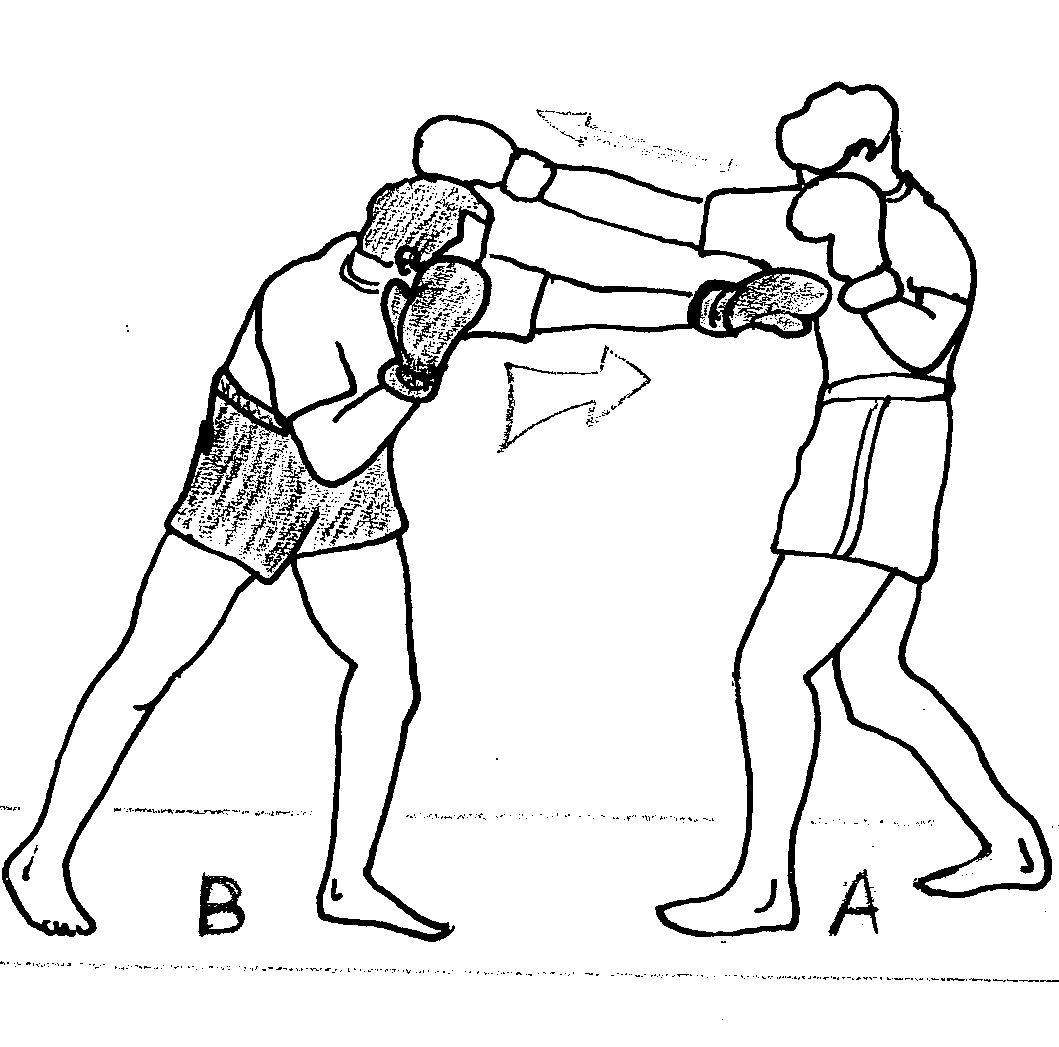
джеб как контрудар
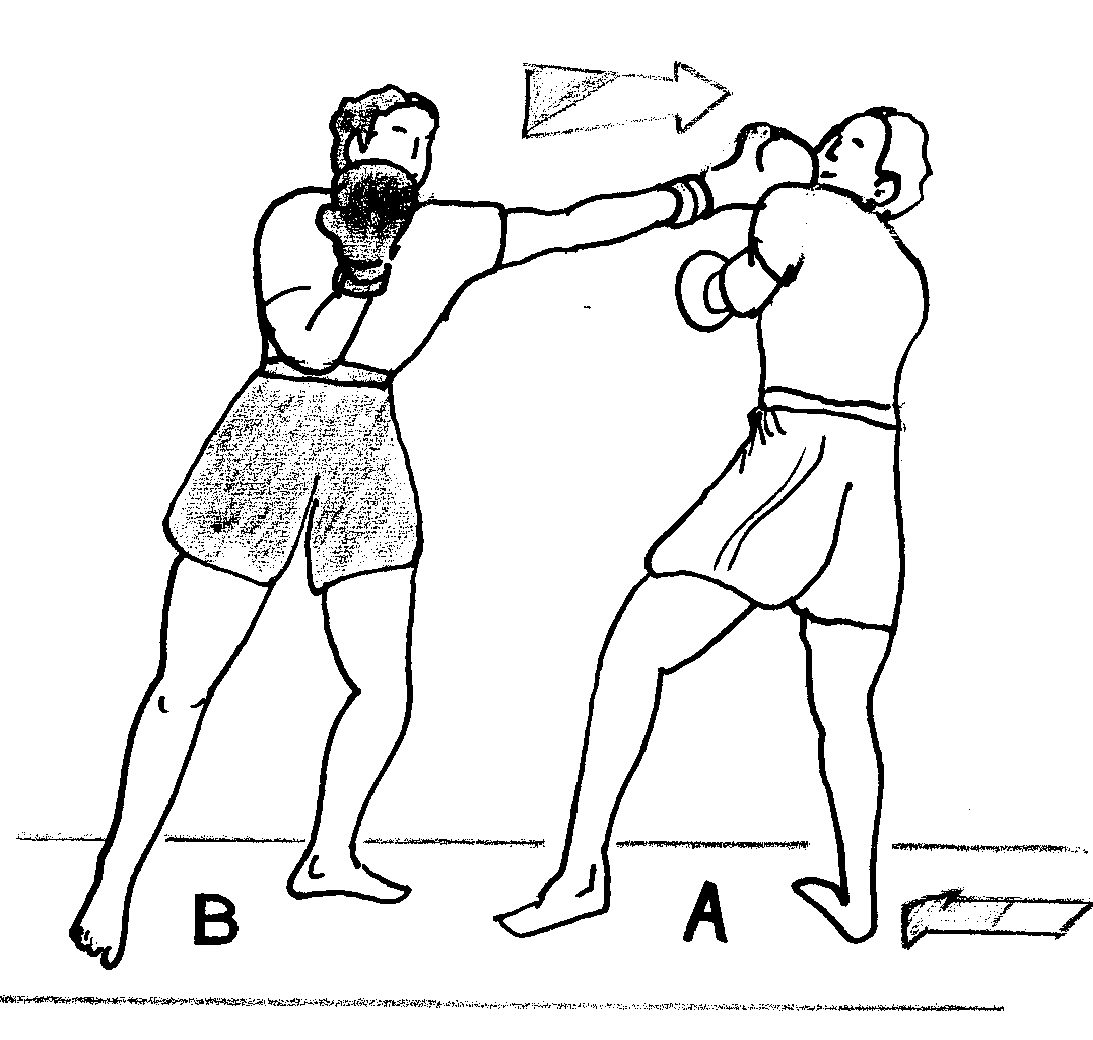
останавливающий джеб

Джеб — длинный прямой удар рукой. Существуют различные варианты джеба. Все их объединяют следующие характеристики: передняя рука выбрасывается вперёд, полностью разгибаясь, в момент удара кулак обычно держится в горизонтальном положении — ладонью к земле. Джеб может пробиваться в голову и в корпус. Часто джеб используется как контрудар.
Несмотря на то, что джеб — не самый сильный из ударов в арсенале боксёра, многие считают его одним из самых важных ударов в боксе. Джеб в современном боксе особенно важен, так как не требует больших затрат энергии, особенно при промахе.
Компьютеризированная система подсчёта ударов Compubox делит удары на 2 категории: джебы и силовые удары.
Некоторых боксеров, уделяющих джебу особое внимание в ущерб зрелищности поединка называют Jab-crazy ([джэб крэйзи] «помешанный на джебе»). Среди современных боксеров-супертяжеловесов лучшим джебом по мнению большинства аналитиков обладает Владимир Кличко. В начале XXI века к числу лучших «джебберов» причисляли средневеса Винки Райта.